# Mamerthes cyanacraspis
Mamerthes cyanacraspis är en fjärilsart som beskrevs av George Francis Hampson 1924. Mamerthes cyanacraspis ingår i släktet Mamerthes och familjen nattflyn. Inga underarter finns listade i Catalogue of Life.